# Středoatlantský hřbet

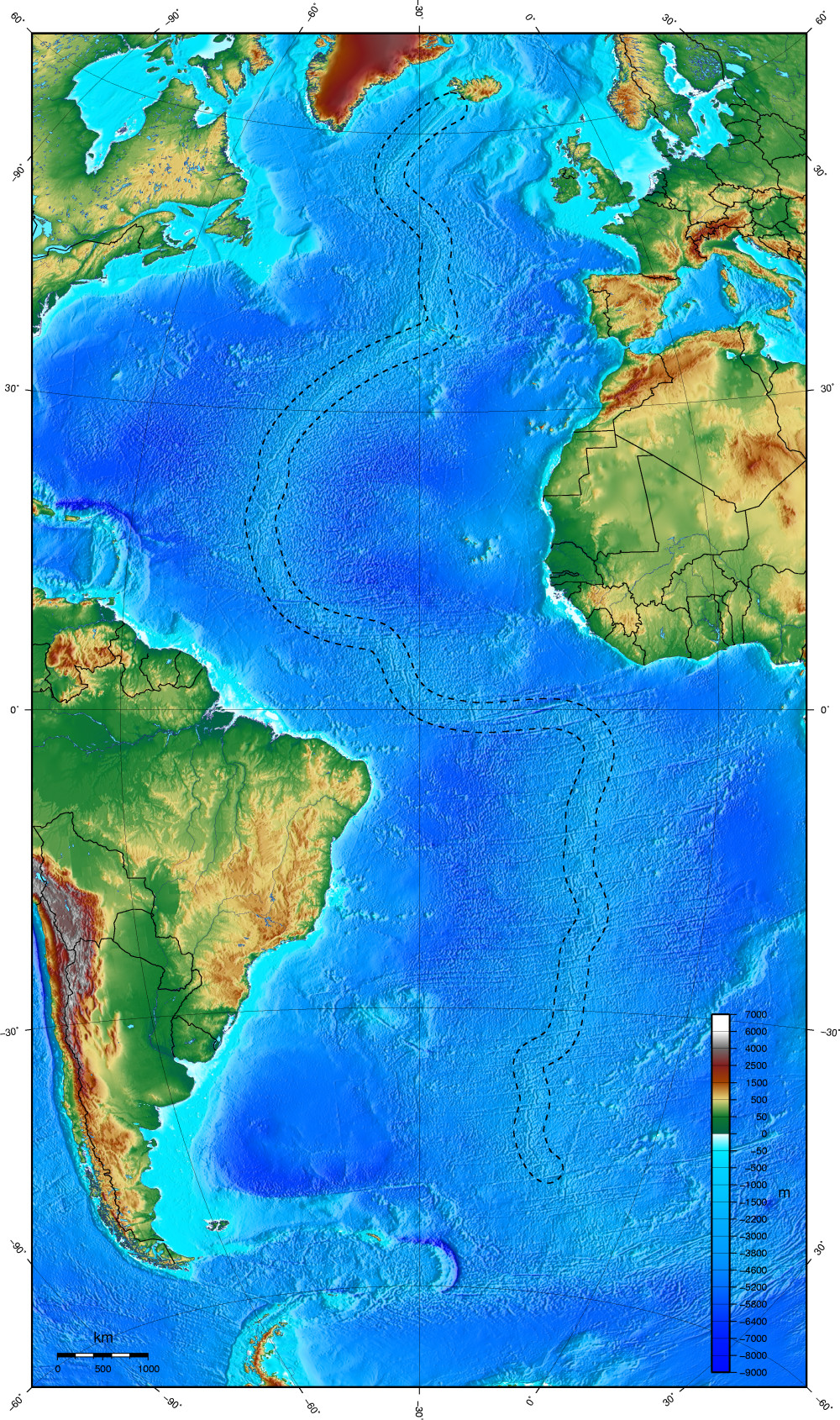
Středoatlantský hřbet

Středoatlantský hřbet je středooceánský hřbet rozdělující hranice tektonických desek, které se svou částí rozléhají v Atlantském oceánu, a zároveň je to nejdelší horský hřbet na světě. V severním Atlantiku rozděluje Eurasijskou a Severoamerickou desku, v jižním Africkou a Jihoamerickou. Hřbet se táhne od Gakkelského hřbetu severovýchodně od Grónska směrem na jih k Bouvetovu trojnému uzlu v jižním Atlantiku, kde se setkávají tři tektonické desky – Jihoamerická, Africká a Antarktická. Část hřbetu, která zahrnuje Island, se také nazývá Reykjaneský hřbet.
Hřbet je asi 2 500 m pod hladinou moře, jeho úbočí je však o 5 000 metrů hlouběji. Ačkoliv je to většinou podvodní útvar, některé jeho části se zdvihají natolik, že vyčnívají nad hladinou moře.

## Ostrovy na Středoatlantském hřbetu
Severní Středoatlantský hřbet:
- Jan Mayen
- Island
- Azory
- Svatý Petr a Pavel

Jižní Středoatlantský hřbet:
- Ascension
- Svatá Helena
- Tristan da Cunha
- Goughův ostrov
- Bouvetův ostrov